# 异药沿阶草
异药沿阶草（学名：Ophiopogon heterandrus）为百合科沿阶草属下的一个种。

## 扩展阅读
- 維基物種上的相關：异药沿阶草